# Cis satoi
Cis satoi es una especie de coleóptero de la familia Ciidae.

## Distribución geográfica
Habita en Tailandia.